# Gymnoscopelus opisthopterus
Gymnoscopelus opisthopterus är en fiskart som beskrevs av Fraser-brunner, 1949. Gymnoscopelus opisthopterus ingår i släktet Gymnoscopelus och familjen prickfiskar. Inga underarter finns listade i Catalogue of Life.